# Vive gitano
Vive gitano es el segundo álbum del grupo rumbero extremeño Los Chunguitos.

## Lista de canciones
1. Vive gitano
2. Dime niña donde estás
3. Los moros
4. Espadas, cuchillos
5. Son de Badajoz
6. En la chabola
7. Para que no me olvides
8. Tormentos por ti
9. ¡Ay! Qué dolor

## Sencillos
- En la chabola
- Para que no me olvides
- ¡Ay! Qué dolor